# Bodo Frank
Bodo Lothar Frank (* 26. November 1977 in Karlsruhe) ist ein deutscher Schauspieler.

## Leben
Bodo Frank erlangte vor allem in seiner Rolle des Marc Albrecht bei Unter uns größere Bekanntheit. Bereits mit sechs Jahren machte er Werbefotos für den Otto-Katalog. Im Alter von neun Jahren hatte er Synchronrollen. In den Jahren 1995 bis 1998 nahm Frank Schauspielunterricht bei Christof Hilger, Manfred Schwabe und Ursula Michaelis. 
2004 bis 2007 nahm er sich eine Auszeit von der Schauspielerei, um sein Abitur am Hansa-Kolleg in Hamburg nachzuholen.
Frank hat vier Schwestern.

## Filmografie
- 1987: Der Madonna-Mann
- 1989: Schulz & Schulz
- 1990–1991: Natur und Technik
- 1991: Schulz & Schulz II
- 1991–1992: Neues vom Süderhof (Folgen 1 und 3)
- 1992: Schulz & Schulz III
- 1992: Meermanns Baumhaus
- 1993: Schulz & Schulz IV
- 1993: Schulz & Schulz V
- 1994: Aus dem Rahmen gefallen
- 1994–1998: Unter uns
- 1997 OP ruft Dr. Bruckner, Gastauftritt
- 1999: Die Wache, Gastauftritt
- 1999: In aller Freundschaft, Gastauftritt: Folge 1.10 Die Erpressung
- 1999: SK-Babies, Gastauftritt: Folge 3.10 Zug um Zug
- 2000: Kanake
- 2000: Klinikum Berlin Mitte, Gastauftritt
- 2001: Absolut das Leben
- 2001: Unser Charly, Gastauftritt
- 2001: Küstenwache, Gastauftritt: Folge 4.5 Jetski-Rowdies
- 2001: Vakuum